# X-Trail Jam
Der X-Trail Jam ist ein Snowboardwettbewerb, der seit 1999 jährlich im Tokio Dome in Japan veranstaltet wird. Er ist mit 75.000 Besuchern (Jahr 2005) die größte Veranstaltung im Snowboardbereich und einer der wichtigsten Bewerbe der Ticket to Ride World Snowboard Tour.

## Beschreibung
Der X-Trail Jam ist ein 6-Sterne-Wettbewerb der Ticket to Ride World Snowboard Tour (TTR) und punktebezogen für die Fahrer neben anderen 6-Sterne-Veranstaltungen am wertvollsten. Der Gewinner erhält 1.000 TTR-Punkte, welche wichtig in Bezug auf den Weltcup sind. Im Vordergrund der Bewerbe stehen der Big Air (Straight Jump) und die Quarterpipe, welche im Tokio Dome, der größten Halle Japans, abgehalten werden, welche gesamthaft über 100.000 Zuschauer beherbergen kann.
Der Bewerb wird von der Schweizer Snowboard Legende Reto Lamm aus Pontresina zusammen mit den Sponsoren aus Japan geplant und koordiniert. Er hat diesen größten Indoor Snowboard-Event der Welt mit aus der Taufe gehoben und durch seine Kontakte in die weltweite Snowboardszene, maßgebend geprägt. Entstanden ist der Anlass seinerzeit durch eine Zusammenarbeit von Reto Lamm mit Nippon TV und Nissan. Reto Lamm war der erste Gewinner des Air & Style Contests in Innsbruck (heute München), ISF Weltmeister 1995 in der Halfpipe. Er ist heute auch Präsident der Ticket-to-Ride Organisation (TTR), die ebenfalls durch Initiative von ihm und einigen Mithelfern aus der Szene sowie Freunden in der Schweiz aus der Taufe gehoben wurde. Die Automarke Nissan ist Hauptsponsor und investiert außergewöhnlich hohe Summen in den Contest, welcher mittlerweile weltweit der größte seiner Art ist. Das speziell für die Austragung entwickelte Stahlgerüst, auf welchem sich die Rampe, Schanze und Landefläche befinden ist 38 Meter hoch und wurde durch Reto Lamm mitentwickelt. Die japanische Unterhaltungsindustrie integriert neueste Technologien und macht so die Veranstaltung zu einem für den Sport ungewöhnlich gefeierten Höhepunkt. Mehrere Riesenbildschirme, Lasershows, Pyroeffekte und LED Installationen passen den Verlauf dem japanischen Unterhaltungsstandard an. In Japan genießt Snowboarden im Vergleich zu den traditionellen Sportarten einen Ausnahmestatus im Sport und wird außergewöhnlich verehrt. Der X-Trail Jam ist daher seit einigen Jahren permanent restlos ausverkauft.

## Ergebnisse
(Quelle:)

### X-Trail Jam 2001
Ausgetragen am 3. und 4. Februar 2001 im Tokio Dome, Japan.
Zuschauer: ca. 58.000
| Disziplin     | 1. Platz       | Punkte | 2. Platz           | Punkte | 3. Platz      | Punkte |
| ------------- | -------------- | ------ | ------------------ | ------ | ------------- | ------ |
| Straight Jump | Michi Albin    | 332    | Darius Heristchian | 241    | Lukas Huffman | 163    |
| Quarterpipe   | Terje Håkonsen | 761    | Keir Dillon        | 732    | Trevor Andrew | 728    |

ausgetragen am 1. und 2. Dezember 2001 im Tokio Dome, Japan
Zuschauer: ca. 60.000
| Disziplin     | 1. Platz       | Punkte | 2. Platz    | Punkte | 3. Platz        | Punkte |
| ------------- | -------------- | ------ | ----------- | ------ | --------------- | ------ |
| Straight Jump | Jonas Emery    | 312    | Haku Suzuki | 308    | Giacomo Kratter | 295    |
| Quarterpipe   | Terje Håkonsen | 348    | Shaun White | 316    | Keir Dillon     | 310    |

### X-Trail Jam 2002
Ausgetragen am 14. und 15. Dezember 2002 im Tokio Dome, Japan.
Zuschauer: ca. 70.000
| Disziplin     | 1. Platz     | Punkte | 2. Platz    | Punkte | 3. Platz       | Punkte |
| ------------- | ------------ | ------ | ----------- | ------ | -------------- | ------ |
| Straight Jump | Travis Rice  | 340    | Haku Suzuki | 327    | Terje Håkonsen | 297    |
| Quarterpipe   | Heikki Sorsa | -      | Gian Simmen | -      | Terje Håkonsen | -      |

### X-Trail Jam 2003
Ausgetragen am 13. bis 14. Dezember 2003 im Tokio Dome, Japan.
Zuschauer: ca. 70.000
| Disziplin     | 1. Platz       | Punkte | 2. Platz    | Punkte | 3. Platz                | Punkte |
| ------------- | -------------- | ------ | ----------- | ------ | ----------------------- | ------ |
| Straight Jump | Gian Simmen    | 343    | Haku Suzuki | 337    | David Carrier Porcheron | 321    |
| Quarterpipe   | Terje Håkonsen | 305    | Travis Rice | 296    | Markku Koski            | 286    |

### X-Trail Jam 2004
Ausgetragen am 11. und 12. Dezember 2004 im Tokio Dome, Japan.
Zuschauer: ca. 75.000
| Disziplin     | 1. Platz     | Punkte | 2. Platz    | Punkte | 3. Platz       | Punkte |
| ------------- | ------------ | ------ | ----------- | ------ | -------------- | ------ |
| Straight Jump | Heikki Sorsa | 315    | Andy Finch  | 246    | Travis Rice    | 228    |
| Quarterpipe   | Andy Finch   | 351    | Travis Rice | 339    | Terje Håkonsen | 323    |

### X-Trail Jam 2005
Ausgetragen am 10. und 11. Dezember 2005 im Tokio Dome, Japan.
Zuschauer: 75.000
| Disziplin     | 1. Platz       | Punkte | 2. Platz       | Punkte | 3. Platz      | Punkte |
| ------------- | -------------- | ------ | -------------- | ------ | ------------- | ------ |
| Straight Jump | Nicolas Müller | 346    | Heikki Sorsa   | 341    | Risto Mattila | 336    |
| Quarterpipe   | Terje Håkonsen | 334    | Nicolas Müller | 332    | Andy Finch    | 323    |

### X-Trail Jam 2006
Ausgetragen am 9. und 10. Dezember 2006 im Tokio Dome, Japan.
Zuschauer: 75.000
| Disziplin     | 1. Platz    | Punkte | 2. Platz       | Punkte | 3. Platz      | Punkte |
| ------------- | ----------- | ------ | -------------- | ------ | ------------- | ------ |
| Straight Jump | Travis Rice | 377    | Mathieu Crepel | 340    | Shaun White   | 175    |
| Quarterpipe   | Shaun White | 363    | Antti Autti    | 349    | Risto Mattila | 347    |

### X-Trail Jam 2007
Ausgetragen am 8. und 9. Dezember 2007 im Tokio Dome, Japan.
Zuschauer: 75.000
| Disziplin     | 1. Platz      | Punkte | 2. Platz    | Punkte | 3. Platz       | Punkte |
| ------------- | ------------- | ------ | ----------- | ------ | -------------- | ------ |
| Straight Jump | Risto Mattila | 331    | Travis Rice | 229    | Mathieu Crepel | 224    |
| Quarterpipe   | Travis Rice   | 360    | Andy Finch  | 356    | Kevin Pearce   | 319    |

### X-Trail Jam 2008
Ausgetragen vom 12. bis 14. Dezember 2008 im Tokio Dome, Japan.
Zuschauer: 75.000
| Disziplin     | 1. Platz        | Punkte | 2. Platz        | Punkte | 3. Platz        | Punkte |
| ------------- | --------------- | ------ | --------------- | ------ | --------------- | ------ |
| Straight Jump | Torstein Horgmo | 359    | Peetu Piiroinen | 338    | Shaun White     | 324    |
| Quarterpipe   | Shaun White     | 384    | Chas Guldemond  | 352    | Peetu Piiroinen | 352    |
| Combined      | Shaun White     | 1000   | Peetu Piiroinen | 942,30 | Chas Guldemond  | 900    |

### X-Trail Jam 2009
Aufgrund der Wirtschaftskrise und anderen Faktoren musste Nissan im vorangegangenen Jahr mehrere tausend Mitarbeiter entlassen. Grundsätzlich wäre die Finanzierung des Events möglich gewesen, jedoch wurde der Wettbewerb aufgrund Respekts den nun Arbeitslosen gegenüber nicht ausgeführt.